# Persépolis (película)
Persépolis es una película francesa de animación basada en la novela gráfica homónima de Marjane Satrapi dirigida por Vincent Paronnaud y producida por Xavier Rigault y Marc-Antoine Robert. La película, con música de Olivier Bernet, obtuvo una candidatura a la Palma de Oro y consiguió el Premio del jurado en el Festival de Cannes 2007. También consiguió el Premio Especial del Jurado en el Festival Internacional de Cine Cinemanila. Fue seleccionada para ser la película inaugural del festival de cine de Valladolid (España).

## Sinopsis
Marjane es una niña que vive en el Irán de finales de los años 1970, en el seno de una familia occidentalizada. Durante esta época temprana el régimen del Sha y los abusos de poder del mismo dan para que Marjane tenga contacto con ideas políticas de izquierda. Posteriormente en la caída del Sha, llega la revolución que hace que aparezca otra historia y otro cambio en la vida de Marjane y en general de todo Irán. Esta historia comienza cuando los fundamentalistas toman el poder de manera autoritaria y surge la llamada Revolución islámica, obligando a las mujeres a llevar velo y encarcelando a miles de personas. Marjane añora las ventajas del mundo occidental (llámese el punk, Michael Jackson, etc.) mientras sufre el terror de la persecución en su país. Cuando alcanza la adolescencia, es enviada a un liceo francés en Viena (Austria), y se convierte en testigo de los avatares históricos del país en esos años; mientras, aumenta el fundamentalismo en su país, devastado por la guerra entre Irak e Irán (1980-1988).
La película gira en torno a algunos pasajes en color, que simbolizan el presente, y muchos pasajes en blanco y negro, que simbolizan los flashbacks de Marjane a su juventud antes de su segundo exilio, a Francia. En el presente, Marjane se encuentra en el aeropuerto de Orly en París y se prepara para volar a Teherán. Cuando llegó el momento de embarcar, decidió quedarse y se quedó todo el día en el aeropuerto, recordando su pasado en Irán.
Teherán, 1978: Marjane, de ocho años, piensa en el futuro y sueña con ser una profeta de la galaxia. Mimada por padres modernos y cultos, especialmente cercanos a su abuela, siguió con entusiasmo los acontecimientos que conducirían a la revolución y provocarían la caída del régimen del Sha. Con el establecimiento de la República Islámica comenzó la era de la Guardia Revolucionaria que controlaba los atuendos y el comportamiento. Marjane, que tiene que llevar el velo, ahora sueña con ser una revolucionaria.
Pronto, la guerra contra Irak provocó bombardeos, privaciones y la desaparición de seres queridos. La represión interna es cada día más severa. En un contexto cada vez más difícil, su lengua afilada y sus posturas rebeldes se vuelven problemáticas. Sus padres decidieron enviarla a Austria para protegerla. En Viena, a los catorce años, Marjane vivió su segunda revolución: la adolescencia, la libertad, el vértigo del amor, pero también el exilio, la soledad y la diferencia.
De vuelta en casa de sus padres, se casa para poder sacar a la luz su historia de amor. Después de un año con este hombre al que finalmente no conocía muy bien, se da cuenta de que ya no lo ama y está muy angustiada por ello. Una noche, una fiesta en la que participa termina trágicamente: la Guardia Revolucionaria interviene para reprimir esta fiesta, que se considera inmoral, y persigue a los jóvenes que participaban en ella hasta los tejados. Mientras huía, uno de ellos cayó y murió. Este terrible suceso obliga a Marjane a dejar a su marido, a su familia y a su país, donde no puede vivir como desea. Su familia la apoya en estas difíciles decisiones. Marjane se va a Francia.

## Ficha técnica
- Directores: Vincent Paronnaud, Marjane Satrapi
- Guion: Vincent Paronnaud, Marjane Satrapi

## Reparto
- Marjane: Chiara Mastroianni
- Madre: Catherine Deneuve
- Padre: Simon Abkarian
- Abuela: Danielle Darrieux

## Premios

### Óscar
| Año  | Categoría              | Resultado |
| ---- | ---------------------- | --------- |
| 2008 | Mejor película animada | Candidata |

### Festival de Cannes
| Año  | Categoría         | Resultado |
| ---- | ----------------- | --------- |
| 2007 | Premio del jurado | Ganadora  |
| 2007 | Palma de Oro      | Candidata |

### Globos de Oro
| Año  | Categoría                                             | Persona           | Resultado |
| ---- | ----------------------------------------------------- | ----------------- | --------- |
| 2008 | Globo de Oro a la mejor película en lengua no inglesa | Vincent Paronnaud | Candidata |

### BAFTA
| Año  | Categoría                                     | Personas                                                                | Resultado |
| ---- | --------------------------------------------- | ----------------------------------------------------------------------- | --------- |
| 2009 | BAFTA a la mejor película de habla no inglesa | Marc-Antoine Robert, Xavier Rigault, Marjane Satrapi, Vincent Paronnaud | Candidata |

### Premios Cóndor de Plata
| Año  | Categoría                                     | Resultado |
| ---- | --------------------------------------------- | --------- |
| 2009 | Mejor película extranjera de habla no hispana | Ganadora  |

### Premios César
| Año  | Categoría            | Persona                                      | Resultado |
| ---- | -------------------- | -------------------------------------------- | --------- |
| 2008 | Mejor película       | Mejor película                               | Nominada  |
| 2008 | Mejor guion adaptado | Marjane Satrapi y Vincent Paronnaud          | Ganadores |
| 2008 | Mejor música         | Olivier Bernet                               | Nominado  |
| 2008 | Mejor sonido         | Thierry Lebon, Eric Chevallier y Samy Bardet | Nominados |
| 2008 | Mejor montaje        | Stéphane Roche                               | Nominado  |
| 2008 | Mejor primera obra   | Mejor primera obra                           | Ganadores |

## Controversias y prohibiciones
La República Islámica del Irán expresó su preocupación por la selección de la película por presentar lo que consideraba "una imagen irreal de las consecuencias y los logros de la Revolución Islámica" y publicó una versión censurada.A finales de marzo de 2008también se prohibió la emisión de Persépolis en el Líbano durante un tiempo, antes de que la controversia nacional llevara al levantamiento de la prohibición.
Tras el estreno de la película en Túnez el 7 de octubre de 2011, unos 200 salafistas intentaron incendiar el edificio ocupado por la cadena de televisión Nessmaantes de atacar la casa de su director general, Nabil Karoui, unos días después.Sin embargo, no se puede descartar la manipulación por parte de los servicios de seguridad durante la campaña electoral.Programada en la Cinemateca de Tánger, que acoge el 25.º aniversario de la Fundación Groupama Gan para el Cine, Persépolis había recibido un visado de exhibición del Centro de Cine de Marruecos (CCM) y debía proyectarse tres veces en julio de 2012. Sin embargo, y sin la menor explicación, la Cinemateca de Tánger canceló las proyecciones previstas de la película de Marjane Satrapi. El largometraje fue reemplazado por Thieves' Manifesto Seminar y A Cat's Life. La película fue eliminada de la página web de la Cinémathèque de Tánger.